# اسکریدگ (کانزاس)
اسکریدگ (به انگلیسی: Eskridge) شهری در ایالت کانزاس کشور ایالات متحده آمریکا است که جمعیت آن در سرشماری سال ۲۰۱۰ میلادی، ۵۳۴ نفر بوده‌است.